# Whores’ Glory
Whores’ Glory ist ein Dokumentarfilm von Michael Glawogger aus dem Jahr 2011. Er zeigt unkommentiert den Arbeitsalltag von Prostituierten in drei unterschiedlichen Kulturkreisen: dem buddhistischen Thailand, dem muslimischen Bangladesch und dem katholischen Mexiko.

## Handlung
Der Film ist analog der drei Schauplätze in den Städten Bangkok (Thailand), Faridpur (Bangladesch) und Reynosa (Mexiko) in drei Episoden unterteilt:
Im ersten Teil wird der Alltag von Prostituierten in Bangkok in einem sogenannten fish tank (engl. Aquarium) gezeigt. Die Frauen sitzen in einem hell ausgeleuchteten verglasten Raum und warten darauf, von den Kunden im Vorraum ausgesucht und mit ihrer Nummer aufgerufen zu werden.
Der zweite Schauplatz ist ein riesiges Bordell, genannt Ananda Nagar („Stadt der Freude“), in der Kleinstadt Faridpur in Bangladesch. Dort leben und arbeiten 600 bis 800 Frauen auf engstem Raum. Sie wurden überwiegend als junge Mädchen von ihrer Puffmutter gekauft, um sich für eine gewisse Zeit zu verpflichten, gegen das Versprechen einer relativ sicheren Bleibe und einer späteren „Versorgung“ ihren teuren Einkaufspreis abzuarbeiten.
Der dritte Teil handelt in der Stadt Reynosa nahe der texanischen Grenze. Dort werden – wie auch in anderen mexikanischen Städten – die legalen Orte der Prostitution als zonas de tolerancia (Toleranzzonen) bezeichnet. Die Einfahrt zur Zona ist mit Schranken gesichert und wird von der Polizei überwacht.

## Auszeichnungen

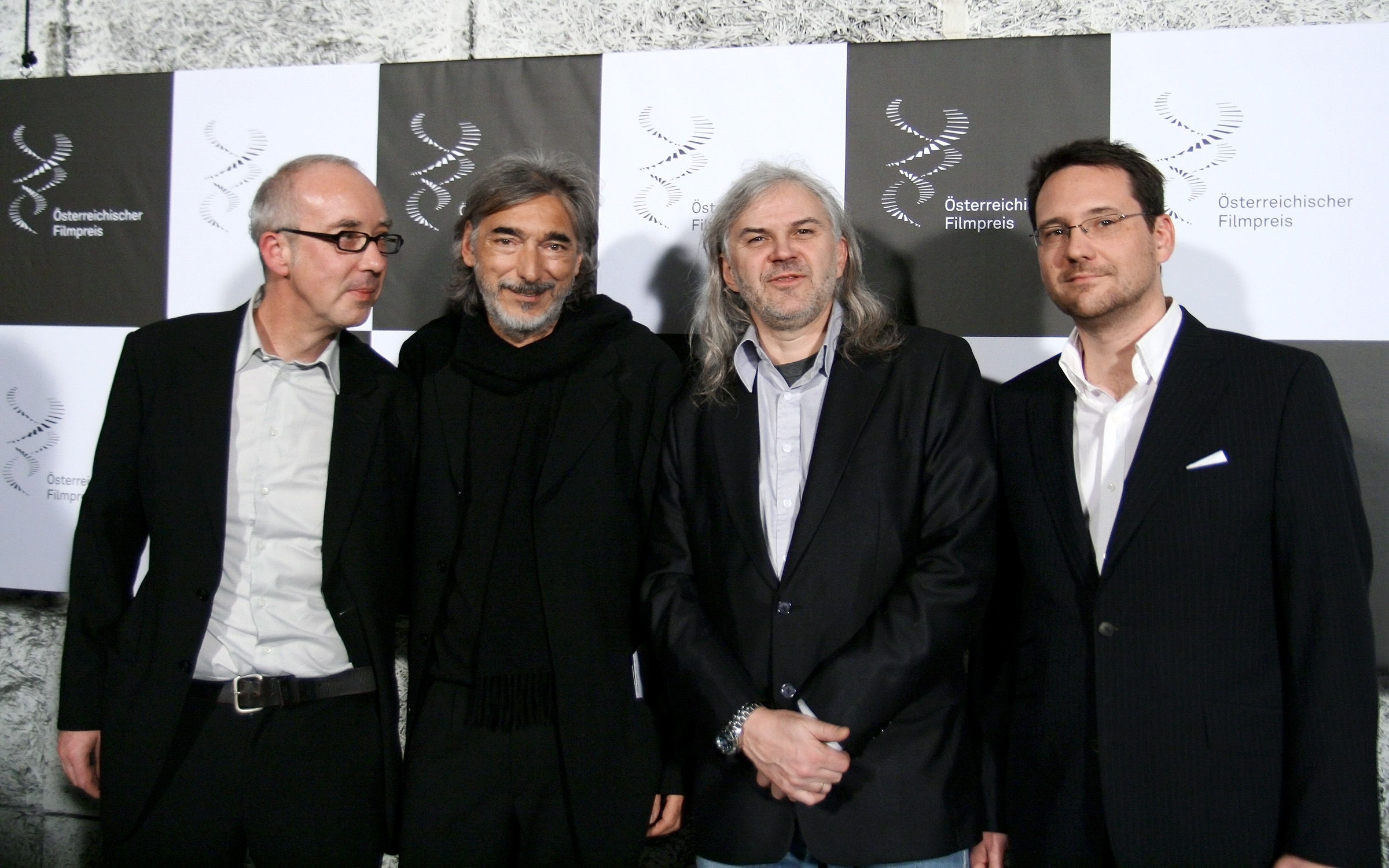
V. l. n. r.: Peter Wirthensohn, Wolfgang Thaler, Michael Glawogger und Tommy Pridnig (Österreichischer Filmpreis 2012)

- Österreichischer Filmpreis 2012: Bester Dokumentarfilm und Beste Kamera
- Internationale Filmfestspiele von Venedig 2011: Spezialpreis der Jury in der Reihe „Orizzonti“